# Isohypsibius rusticus
Espèce
Isohypsibius rusticus est une espèce de tardigrades de la famille des Isohypsibiidae.

## Distribution
Cette espèce est endémique de Sicile en Italie.

## Publication originale
- Pilato, Sabella & Lisi, 2015 : Two new freshwater eutardigrade species from Sicily. Zootaxa, no 3918 (2), p. 273–284.